# Science
Science er et amerikansk videnskabeligt tidsskrift grundlagt i 1880 af den amerikanske journalist John Michels med finansiel støtte fra Thomas Edison. Det udgives ugentligt af den amerikanske organisation American Association for the Advancement of Science (AAAS) og er et af de tre mest prestigefyldte generelle videnskabelige tidsskrifter i verden, sammen med Nature og Proceedings of the National Academy of Sciences of the United States of America (en).